# Liste der Monuments historiques in Cierzac
Die Liste der Monuments historiques in Cierzac führt die Monuments historiques in der französischen Gemeinde Cierzac auf.

## Liste der Objekte
| Bezeichnung               | Beschreibung                                | Standort                                                      | Kennzeichnung | Schutzstatus | Datum | Bild |
| ------------------------- | ------------------------------------------- | ------------------------------------------------------------- | ------------- | ------------ | ----- | ---- |
| Kelch                     | Silber, 1787                                | in der Kirche Notre-Dame-de-l’Assomption (Lage)               | PM17001655    | Inscrit      | 1989  |      |
| Glocke                    | Bronze, 1753 gegossen                       | in der Kirche Notre-Dame-de-l’Assomption (Lage)               | PM17000074    | Classé       | 1911  |      |
| Skulptur Madonna und Kind | Holz, bemalt und vergoldet, 19. Jahrhundert | in der Kirche Notre-Dame-de-l’Assomption (Lage)               | PM17002156    | Inscrit      | 2009  |      |
| Kommode                   | Holz, 19. Jahrhundert                       | in der Sakristei der Kirche Notre-Dame-de-l’Assomption (Lage) | PM17001092    | Inscrit      | 1979  |      |